# 立科白樺高原ユースホステル
立科白樺高原ユースホステル（たてしなしらかばこうげんユースホステル）は日本ユースホステル協会に加盟している長野県のユースホステル。

## アクセス
- 北陸新幹線佐久平駅からバスで白樺湖行蓼科牧場下車 徒歩7分
- 中央本線茅野駅からバスで東白樺湖乗換え約1時間20分蓼科牧場下車